# Droga wojewódzka nr 962
Droga wojewódzka nr 962 (DW962) – droga wojewódzka o długości 9,1 km w południowo-zachodniej części województwa małopolskiego, łącząca Jabłonkę z granicą ze Słowacją Winiarczykówka - Bobrov.

## Miejscowości leżące przy trasie DW962
- Jabłonka (DK7, DW957)
- Lipnica Wielka